# Névez
Névez (bret. Nevez) – miejscowość i gmina we Francji, w regionie Bretania, w departamencie Finistère.
Według danych na rok 1990 gminę zamieszkiwały 2574 osoby, a gęstość zaludnienia wynosiła 101 osób/km² (wśród 1269 gmin Bretanii Névez plasuje się na 226. miejscu pod względem liczby ludności, natomiast pod względem powierzchni na miejscu 362.).